# Syntherata melvilla
Syntherata melvilla är en fjärilsart som beskrevs av John Obadiah Westwood 1853. Syntherata melvilla ingår i släktet Syntherata och familjen påfågelsspinnare. Inga underarter finns listade i Catalogue of Life.